# Andreas Bech
Andreas Bech (* 26. Januar 1969 in Wetter (Ruhr)) ist ein ehemaliger deutscher Ruderer. Sein größter Erfolg war der Gewinn des Weltmeisterschaftstitels im Leichtgewichts-Achter 1996 und der vierte Platz im Leichtgewichts-Vierer ohne Steuermann bei den Weltmeisterschaften 2003.
Nachdem er 2001 bei keinem Weltcup zum Einsatz gekommen war, wechselte Bech zur Saison 2002 zurück zum Riemenrudern. Nach einem fünften und einem vierten Platz bei den Weltmeisterschaften 2002 und 2003 war er Teil der deutschen Olympiamannschaft für die Olympischen Spiele in Athen. Dort startete er zusammen mit Axel Schuster, Stefan Locher und Martin Müller-Falcke im leichten Vierer ohne Steuermann. Mit einem starken Vorlauf, bei dem die Mannschaft fast den deutschen Rekord in dieser Bootsklasse einstellte, qualifizierte sich die Mannschaft für das Halbfinale. Dort fand die Mannschaft jedoch nicht ins Rennen und verpasste den Einzug ins Finale. Auch das B-Finale verlief enttäuschend, der Vierer verlor gegen eine Reihe europäischer Mannschaften, die sie im Weltcup bisher stets besiegt hatte. Insgesamt belegte die Mannschaft mit Bech den elften Platz.
Nach den Olympischen Spielen beendete Bech, der für den Ruderverein Bochum von 1920 startete, seine Karriere.

## Internationale Erfolge
- 1996: 1. Platz Weltmeisterschaften im Leichtgewichts-Achter ohne Steuermann
- 2002: 5. Platz Weltmeisterschaften im Leichtgewichts-Vierer ohne Steuermann
- 2003: 4. Platz Weltmeisterschaften im Leichtgewichts-Vierer ohne Steuermann
- 2004: 11. Platz Olympische Spiele im Leichtgewichts-Vierer ohne Steuermann